# Робб Старк
Робб Старк (англ. Robb Stark) — вигаданий персонаж серії фентезі-романів «Пісня льоду й полум'я» американського письменника Джорджа Мартіна, а також герой телевізійного серіалу «Гра престолів».
Дебютувавши в романі «Гра престолів» 1996 року, Робб є старшим сином Едарда Старка, Лорда Вінтерфелла, старовинної фортеці, розташованої на Півночі, на вигаданому континенті Вестерос. Згодом він фігурував у «Битві королів» (1998 рік) і «Бурі мечів» (2000 рік).
У телесеріалі «Гра престолів» роль Робба Старка виконав актор Річард Медден. Попри те, що в книгах Робб Старк не є центральним персонажем, в серіалі Робб Старк є основним персонажем.

## Опис персонажу
Роббу виповнюється чотирнадцять років на початку «Гри престолів» (1996). Він є первістком Едарда «Неда» Старка і його дружини Кетлін, а також старшим братом Санси, Арії, Брана, Рікона і незаконнонародженого Джона Сноу. Робба постійно супроводжує лютововк Сірий Вітер.
Робб — старший законний син лорда Едарда Старка і спадкоємець Вінтерфелла. Коли Лорд Едард переїжджає в Королівську Гавань, щоб стати Правицею Короля, Робб залишається керувати Вінтерфеллом. Після смерті Едарда Старка в результаті політичних інтриг Ланністерів, Робб оголошує себе Королем Півночі і відмовляється присягнути на вірність королю Джофрі Баратеону, скликаючи прапори Півночі і Річкових земель. Попри видатну майстерність у військових битвах проти Ланністерів, він робить численні політичні і тактичні помилки.

## Створення, роль і критика
Робб Старк не є одним з центральних персонажів серії, через що про його дії читачі дізнаються з глав, присвячених іншим людям, зокрема його матері Кетлін Старк і Теону Грейджою. Робб виступає фоновим персонажем.
Джеймс Понивозик описує Робба як «менш прагне шукати відплати, ніж його батько Едард Старк, але в той же час більш прагматична людина». 
У третьому романі «Буря мечів» Робб Старк був убитий під час «Червоного весілля», події якого засновані на «Чорному обіді» і «Різанині в Гленко» з шотландської історії. За словами Джорджа Мартіна, він з самого початку планував убити Робба: «Я убив його, бо всі думали, що раз він герой, він, безсумнівно, потрапить в біду, але потім як-небудь виплутається. Наступний очікуваний поворот подій — його старший син повстане і помститься за батька. Всі цього чекали. Моя відповідь — невідкладне вбивство Робба».
Шотландський актор Річард Медден отримав позитивні відгуки від критиків за виконання ролі Робба Старка.

## Сюжетні лінії

### Гра престолів

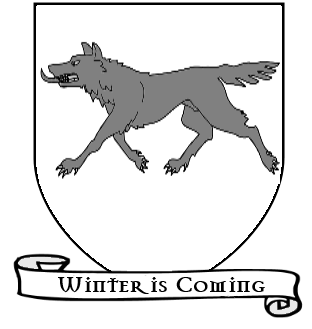
Герб дому Старків

Коли його батько вирушає до Королівської Гавані, щоб стати Правицею короля Роберта Баратеона, Робб стає чинним лордом Вінтерфеллу. Після арешту лорда Едарда і нападів на володіння його родичів по матері Таллі, Робб скликає прапори і виступає на південь, намагаючись звільнити батька. На чолі двадцятитисячною армії Робб вирушає до Ріверрана, який знаходиться під осадою військ Ланністерів. Він мусить погодитися на угоду з Уолдером Фреєм, який відкриває дорогу в обмін на обіцянку Робба одружитися з однією з його дочок або онучок. Після перетину річки, він знищує армію Ланністерів, яка захопила Ріверран, та захоплює в полон Джеймі Ланністера. Дізнавшись про смерть свого батька, Робб відмовляється присягнути на вірність королю Джофрі Баратеону і визнати претензії на трон Ренсі і Станніса Баратеонів, оголошуючи себе Королем Півночі.

### Битва королів
Робб продовжує здобувати перемогу за перемогою у війні проти армії Ланністерів і заробляє прізвисько «Молодий вовк» за свою жорстокість у битві. Він відправляє свою матір леді Кетлін укласти союз з Ренлі Баратеоном, однак того вбиває його брат Станніс Баратеон за допомогою магії крові червоної жриці Мелісандри. Оскільки Станніс і Старки все ще мають спільного ворога, Робб вторгається в Західні землі, щоб стратегічно допомогти армії Станніса проти Ланністерів. Також він відправляє Теона Грейджоя на Пайк, в надії укласти союз з його батьком Бейлоном Грейджоєм, правителем Залізних островів. Однак Бейлон вирішує скористатися відсутністю Робба і атакувати Північ. Теон приєднується до свого батька і захоплює Вінтерфелл, де нібито вбиває молодших братів Робба, Брана і Рікона, яким насправді вдається втекти і сховатися.

### Буря мечів
Під час одного з нападів на Західні Землі Робб отримує поранення, та отримує звістки про вбивство своїх братів. Спустошений травмами і трауром, він закохується в благородну дівчину, яка виходжує його, Джейн Вестерлінг, та позбавляє її невинності. Щоб зберегти честь Джейн, Робб одружується на ній, розірвавши попередню угоду про шлюб з будинком Фреїв, внаслідок чого Фреї залишають його армію. Тим часом, Станніс Баратеон, який зазнав поразки в битві при Чорноводній, віддає розпорядження Мелісандрі використовувати магію крові з п'явками, проклинаючи трьох королів-узурпаторів — Джофрі, Робба і Бейлона.
Після поразки Станніса в битві при Чорноводній, Робб залишає Західні землі і повертається в Ріверран, щоб бути присутнім на похоронах свого діда лорда Хостера Таллі. Після повернення Робб дізнається, що його мати леді Кетлін таємно звільнила ув'язненого Джеймі Ланністера, в надії обміняти його на Сансу, яка все ще знаходиться в полоні у Королівській Гавані. Це призводить до заколоту лорда Рікарда Карстарка, чиї два сини були вбиті Джеймі, що змушує Робба стратити Карстарка і тим самим втратити підтримку його людей. Оскільки ті становили більшість його армії, Робб намагається відновити альянс з Фреями, шляхом укладення шлюбного союзу між його дядьком Едмуром Таллі і Рослин Фрей.
По дорозі до Близнюків, Робб дізнається про смерть Бейлона Грейджоя і повернення залізнонародженних на Залізні острови для проведення Віче. Він вирішує очолити свою армію, щоб повернути Північ відразу ж після завершення весілля. Незабаром він дізнається, що його сестру Сансу насильно одружили з Тиріонос Ланністером. Щоб перешкодити Ланністерам захопити Вінтерфелл через дитину Санси від Тиріона, всупереч проханням його матері Кетлін, Робб позбавляє спадщини Сансу і підписує наказ, що узаконює його зведеного брата Джона Сноу як його спадкоємця, у разі його смерті, і просить «Нічну Варту» звільнити Джона від служби. Робб вирушає на весілля свого дядька Едмура Таллі і Рослин Фрей, де він і все його військо були підступно вбиті, в результаті таємної змови Тайвіна Ланністера, Уолдера Фрея і Русе Болтона, який перейшов на бік Ланністерів і отримав титул Оберігача Півночі.

## В екранізації
У телесеріалі «Гра престолів» роль Робба Старка виконав актор Річард Медден. Як і більшість інших персонажів, в серіалі Робб старший — йому на початку оповідання сімнадцять років, а не чотирнадцять, як у книзі.